# Grand Prix de Plumelec-Morbihan 2014
Il Grand Prix de Plumelec-Morbihan 2014, trentottesima edizione della corsa e valida come evento dell'UCI Europe Tour 2014 categoria 1.1, si svolse il 31 maggio 2014 su un percorso totale di 182 km. Fu vinto dal francese Julien Simon, che giunse al traguardo con il tempo di 4h22'15" alla media di 41,63 km/h.
Al traguardo 67 ciclisti portarono a termine la gara.

## Squadre partecipanti
| N.      | Cod. | Squadra                      |
| ------- | ---- | ---------------------------- |
| 1-8     | ALM  | AG2R La Mondiale             |
| 11-18   | FDJ  | FDJ.fr                       |
| 21-28   | EUC  | Team Europcar                |
| 31-38   | BSE  | Bretagne-Séché Environnement |
| 41-48   | COF  | Cofidis, Solutions Credits   |
| 51-58   | WGG  | Wanty-Groupe Gobert          |
| 61-68   | BIG  | BigMat-Auber 93              |
| 71-78   | RLM  | Roubaix-Lille Metropole      |
| 81-88   | LPM  | La Pomme Marseille 13        |
| 91-98   | CEF  | Nankang-Fondriest            |
| 101-108 | CCD  | Team Differdange-Losch       |
| 111-118 | WBC  | Wallonie-Bruxelles           |

## Ordine d'arrivo (Top 10)
| Pos. | Corridore            | Squadra      | Tempo    |
| ---- | -------------------- | ------------ | -------- |
| 1    | Julien Simon         | Cofidis      | 4h22'15" |
| 2    | Luis Ángel Maté      | Cofidis      | s.t.     |
| 3    | Armindo Fonseca      | Bretagne     | s.t.     |
| 4    | Maxime Vantomme      | Roubaix      | a 5"     |
| 5    | Rémy Di Grégorio     | La Pomme M.  | a 7"     |
| 6    | Thomas Voeckler      | Europcar     | a 11"    |
| 7    | Samuel Dumoulin      | AG2R La Mon. | s.t.     |
| 8    | Clément Saint Martin | La Pomme M.  | s.t.     |
| 9    | Jean-Marc Bideau     | Bretagne     | s.t.     |
| 10   | Pierrick Fédrigo     | FDJ.fr       | s.t.     |